# Пящиці
Пящиці (пол. Piaszczyce) — село в Польщі, у гміні Ґомуниці Радомщанського повіту Лодзинського воєводства.
Населення — 302 особи (2011).
У 1975-1998 роках село належало до Пйотрковського воєводства.

## Демографія
Демографічна структура станом на 31 березня 2011 року:
|          | Загалом | Допрацездатний вік | Працездатний вік | Постпрацездатний вік |
| -------- | ------- | ------------------ | ---------------- | -------------------- |
| Чоловіки | 155     | 29                 | 115              | 11                   |
| Жінки    | 147     | 29                 | 83               | 35                   |
| Разом    | 302     | 58                 | 198              | 46                   |